# Menhir de Callac
Le menhir de Callac est situé à Saint-Gilles-Vieux-Marché dans le département français des Côtes-d'Armor.

## Protection
Il a été classé au titre des monuments historiques en 1974.

## Description
Le menhir est constitué d'un monolithe en schiste local qui a été érigé sur un plateau. Il mesure 3,90 m de hauteur pour 1,50 m de largeur et 0,80 m d'épaisseur.